# Atypus karschi
Atypus karschi es una especie de araña de telaraña del género Atypus, de la familia Atypidae, orden Araneae. Fue descrita por Dönitz en 1887.
Se distribuye por Corea, China y Japón. Introducido en los Estados Unidos. Fue publicada en Über die Lebensweise zweier Vogelspinnen aus Japan. Sitzungsberichte Der Gesellschaft Naturforschender Freunde Zu Berlin 1887: 8-, 10.